# 兵庫県道405号甘地福崎線
兵庫県道405号甘地福崎線（ひょうごけんどう405ごう あまじふくさきせん）は、兵庫県神崎郡市川町から神崎郡福崎町に至る一般県道である。

## 概要
神崎郡市川町甘地から神崎郡福崎町福崎新に至る。

### 路線データ
- 起点：神崎郡市川町甘地（兵庫県道215号甘地停車場線交点、兵庫県道407号前之庄市川線終点）
- 終点：神崎郡福崎町福崎新（福崎新町交差点、国道312号交点）
- 総延長：4.144 km

## 路線状況

### 道路施設

#### 橋梁
- 甘地橋（振古川、神崎郡市川町）

## 地理

### 通過する自治体
- 神崎郡市川町
- 神崎郡福崎町

### 交差する道路
| 交差する道路                                        | 市町村名 | 市町村名 | 交差する場所 | 交差する場所          |
| --------------------------------------------------- | -------- | -------- | ------------ | --------------------- |
| 兵庫県道215号甘地停車場線 兵庫県道407号前之庄市川線 | 神崎郡   | 市川町   | 甘地         | 起点                  |
| 兵庫県道406号田口福田線                             | 神崎郡   | 福崎町   | 福田         |                       |
| 国道312号                                           | 神崎郡   | 福崎町   | 福崎新       | 福崎新町交差点 / 終点 |

### 沿線
- JR西日本播但線
  - 甘地駅 - 福崎駅
- 市川町立市川中学校
- 兵庫県立福崎高等学校
- 福崎町立福崎小学校
- 福崎新町郵便局